# Егист
Егист (грч. Αίγισθος) (лат. Aegisthus) је син микенског краља Тијеста, убица краља Агамемнона.
Егист је један од малобројних митских јунака за који ниједан аутор, ни антички ни модерни, за његово понашање и живот, нису нашли речи разумевања или оправдања. Епитет издајице су му наденули Хомер, Есхил, Еурипид, Софокле, Гете, Сартр и многи други.

## Митологија
Отац Егистов, Тијест се домогао микенског трона преко леша свог брата Атреја, али то није сметало Егисту да себе сматра законитим наследником престола, а увидео је да су његове шансе, да се докопа престола, веома мале када је Атрејев син, Агамемнон, убио Тијеста и ступио на престо Микене.
Повукавши се, Егист је у тајности припремао план како да свргне Агамемнона, а таква прилика му се указала када је краљ Микене, Агамемнон отишао у Тројански рат. Егист се није прикључио многобројним јунацима и војницима који су тежили ратној слави и кренули у рат, већ је, док је Агамемнон био далеко, а он се осетио сигурним, почео са посетама Агамемноновој жени Клитемнестри. Како је време пролазило, Егист је све више времена проводио са Клитемнестром, да би се и преселио код ње да јој помогне у владању. Егистова намера није била само да јој помогне у владању, већ и да је својом слаткоречивошћу заведе, што му је на крају и успело, а затим јој је предложио план како да се ослободе Агамемнона, ако он не погине у Тројанском рату, на шта је Клитемнестра пристала.
Пре него што је отишао у рат, Агамемнон је обећао Клитемнестри да ће је на време обавестити ос вом срећном повратку, и то ватром са највишег брда у Арголском заливу. Када је то, Егист сазнао од Клитемнестре, поставио је своју стражу која му је јавила о доласку Агамемнона, а он је приредио свечану гозбу у част краља. У гостинској соби је сакрио дванаест својих војника, који су на дати знак напали Агамемнона и његову стражу, и мучки их убили за столом.
После убиства Агамемнона, Егист се оженио Клитемнестром, а себе прогласио за краља Микене. Владао је седам година и то чврстом и окрутном руком, јер му народ никада није опростио убиство свог славног краља, а тада је дошла освета. Орест, Агамемнонов син, уз помоћ своје сестре Електре је убио Егиста.